# Oliver Lindqvist
Oliver Lindqvist, född 1943, död 2018, var en svensk kemist. Han var professor i oorganisk kemi vid Chalmers. Han disputerade 1973 vid Göteborgs universitet på en avhandling om grundämnet tellur. Mellan år 1998 och 2009 var han föreståndare för Göteborgs miljövetenskapliga centrum vid Chalmers och Göteborgs universitet.